# Pomponesco
Pomponesco är en ort och kommun i provinsen Mantua i regionen Lombardiet i Italien. Kommunen hade 1 705 invånare (2018).